# British Empire Games 1938/Ringen
Bei den British Empire Games 1938 in Sydney, Australien wurden im Ringen in 7 Gewichtsklassen im Freistil Medaillen verliehen.
Die australischen Ringer holten sich sechs Goldmedaillen, Kanada gewann eine.

## Männer Freistil

### Klasse bis 56 kg
| Platz | Land | Athlet         |
| ----- | ---- | -------------- |
| 1     | AUS  | Ted Purcell    |
| 2     | CAN  | Vernon Blake   |
| 3     | ENG  | Raymond Cazaux |

### Klasse bis 61 kg
| Platz | Land | Athlet       |
| ----- | ---- | ------------ |
| 1     | AUS  | Roy Purchase |
| 2     | CAN  | Larry Clarke |
| 3     | NZL  | Joseph Genet |

### Klasse bis 66 kg
| Platz | Land | Athlet          |
| ----- | ---- | --------------- |
| 1     | AUS  | Richard Garrard |
| 2     | NZL  | Vernon Thomas   |
| 3     | RSA  | Alfred Harding  |

### Klasse bis 72 kg
| Platz | Land | Athlet             |
| ----- | ---- | ------------------ |
| 1     | AUS  | Tom Trevaskis      |
| 2     | RSA  | Felix Standen      |
| 3     | NZL  | Jeremiah Podjursky |

### Klasse bis 79 kg
| Platz | Land | Athlet         |
| ----- | ---- | -------------- |
| 1     | CAN  | Terry Evans    |
| 2     | RSA  | Leslie Sheasby |
| 3     | ENG  | Leslie Jeffers |

### Klasse bis 87 kg
| Platz | Land | Athlet           |
| ----- | ---- | ---------------- |
| 1     | AUS  | Eddie Scarf      |
| 2     | RSA  | Sidney Greenspan |
| 3     | SCO  | Thomas Ward      |

### Klasse über 87 kg
| Platz | Land | Athlet       |
| ----- | ---- | ------------ |
| 1     | AUS  | Jack Knight  |
| 2     | NZL  | James Dryden |
| 3     | CAN  | John Whelan  |